# Katherine Mayfair
Katherine Irma Davis Mayfair – postać fikcyjna, jedna z bohaterek serialu Gotowe na wszystko. Grała ją Dana Delany.

## Charakterystyka
Porównujesz Katherine do nazistów?

Katherine. O co Ci chodzi? Czasem jesteś zimna a czasem robisz coś naprawdę miłego. Jesteś skomplikowaną kobietą.

Katherine Mayfair nie należała do osób, które chciały by wracać do przeszłości, ale kiedy jej mąż Adam ją opuścił, życie Katherine wymknęło się spod kontroli a błędy młodości zaczęły do niej powracać. Myślała o Waynie Davisie, pierwszym mężczyźnie za którego wyszła i o pierwszym razie, kiedy ją uderzył. Myślała o tym jak szczerze ją przeprosił i że te przeprosiny nic nie znaczyły i o tym jak postanowiła mu oddać. Takie myśli chodziły po głowie Katherine, kiedy jej przyjaciółki i sąsiadki przyszły z prezentami. Tak, Katherine Mayfair nie należała do kobiet, które lubiły wracać do przeszłości, ale jej życie wymknęło się spod kontroli i była zmuszona myśleć o popełnionych błędach, zwłaszcza o tych, które pogrzebała.

Na szczęście Katherine wyraża swoją agresję tak pasywnie, że nawet tego nie zauważymy.

A ja nie jestem rodziną? Katherine, całe życie chciałam mieć siostrę a teraz wreszcie czuję, że ją mam.

## Przeszłość
Katherine Irma urodziła się 8 września 1963 roku. Wyszła za mąż za policjanta Wayne'a Davisa. W 1990 roku urodziła się im córka, Dylan Davis. Mąż był sadystycznym alkoholikiem, który bił Katherine. Naprzemienne siniaki i przeprosiny ze strony męża przebrały miarkę. Za radą policjantki (Josie DiVencenzo), Katherine uciekła w 1994 roku od sadysty do swej ciotki, Lilian Simms, do Fairview, 4356 Wisteria Lane.
Tam poznała Mary Alice Young i Susan Mayer ale nie Bree Van de Kamp. Dylan Davis zaprzyjaźniła się z córką Susan, Julie Mayer.
Wayne nie spoczął na laurach w szukaniu byłej żony. Katherine nawiązała romans na jedną noc z 16-letnim kuzynem Susan, Timmym Bremmer. Tymczasem Wayne przyszedł do domu gdy Mary Alice opiekowała się jego córką. Przekazał kobiecie lalkę dla Dylan. Mała widziała mężczyznę i krzyknęła do niego „tata”. Gdy Dylan zasnęła, przyszły Katherine z Lilian. Po wyjaśnieniach od Mary Alice, Kath pobiegła na górę. Zaczęła się natychmiast pakować by znowu uciec przed sadystą. Lilian ostrzegła ją, że Wayne już przyjechał. Katherine zabrała śpiącej córce lalkę i położyła na wielką dębową szafę. Następnie zeszła na dół i nie chciała wzywać policji. Wayne chciał kontaktu z córką, ale robił to tak natarczywie, że jego była żona uderzyła go w głowę świecznikiem. Timmy widział tę scenę z ganku przed domem, po czym uciekł. Tymczasem Wayne zaznaczył, że wróci po córkę po czym wyszedł. Katherine była gotowa do tego nie dopuścić.
Lilian posadziła Katherine na kanapie i podała jej whisky, po czym ta zasnęła. Obudził ją krzyk ciotki. Dylan zginęła pod przewróconą szafą. Chciała się wspiąć na nią, sięgając po lalkę ojca. Obie kobiety pochowały dziecko za domem. Katherine wiedziała, że znowu musi uciekać i jej były mąż nie spocznie, póki jej nie dosięgnie.
Nazajutrz Susan i Mary Alice zauważyły na podjeździe ciężarówkę do przeprowadzek. Przyszły do niej się pożegnać. Katherine miała do nich zadzwonić i skłamała, że otrzymała pracę w Chicago. Chciała zamknąć drzwi, ale Susan ją jeszcze przytrzymała i zaproponowała by Julie pożegnała się z Dylan. Katherine wymówiła się brakiem czasu i pośpiechem. Z góry doszedł dźwięk stłuczonego szkła. Krzyknęła do osób na górze by się nie przejmowali i pakowali dalej. Susan zaniepokoiła się wyglądem sąsiadki. Katherine skłamała, że źle spała w nocy i ma dużo pracy. Po chwili dodała, że będzie im jej brakowało i zamknęła drzwi.
Sama wyjechała z kraju aż do Rumunii. Tam znalazła dziecko łudząco podobne do jej biologicznej córki. Matka małej dziewczynki zmarła podczas porodu a ojca zamordowano. Obydwie razem zamieszkały w Chicago, gdzie Katherine poznała ginekologa Adama Mayfair. Wyszła za mąż za niego i wraz z Dylan przyjęły jego nazwisko. Przez romans pana doktora z Sylvią Greene, musieli sprzedać wszystko w Chicago i znowu przenieść się do Fairview, 4356 Wisteria Lane, pod pozorem opieki nad schorowaną Lilian.

## Historia

### Sezon 4
Mayfairowie wprowadzili się w 2007 roku do domu na 4356 Wisteria Lane, gdzie Katherine poznała Bree, Lynette i Gabrielle. Od razu między Bree a nią doszło do niesnasek o ogród za domem, czy nieco później, gdy podmieniła ciasto Bree na swoje, które okazało się doskonałe. Tymczasem panie poznały Adama i Dylan, która nie rozpoznała natomiast Susan oraz nie zrozumiała o jaką Julie Mayer chodzi. Katherine urządziła przyjęcie na ślepym zaułku uliczki na cześć powrotu. Zamknęła na klucz pokój w którym doszło do tragedii sprzed lat.
Tajemnica zaczęła jednak coraz bardziej ważyć na jej życiu, gdy Bree włamała się do jej domu po przepis na bezę i dowiedziała się, że trzymają przed Dylan sekret. Od Edie dowiedziała się o romansie Gabi z Johnem. Skłamała jej, że „ojciec Dylan zrobił jej najgorszą możliwą rzecz jaką może zrobić córce” by ich zawstydzić. Gdy Dylan z Julie zaczęły myszkować w starym pokoju do którego się włamały, Katherine kazała córce przestać się spotkać z Julie.
By to ukrócić, pozwoliła ciotce zająć pokój, ale zabroniła Dylan mówić o tym do czego doszło, po czym ciotka zmarła.
Do domu przy 4351 Wisteria Lane wprowadziła się też para gejów, Lee McDermott i Bob Hunter. Została prezesem „związku właścicieli na Wisteria Lane”, pokonując w wyścigu o stanowisko Lynette, ale pogodziła się z nią za radą męża. Pozwoliła jej zostawić domek na drzewie ich dzieci, który wcześniej chciała zlikwidować i musiała ustąpić Bobowi i Lee, gdyż znali jej przeszłość z Chicago.
Katherine dalej okłamywała córkę jeśli chodzi o jej ojca a wkrótce potem, dzięki wizycie Sylvii Greene, małżeństwo Mayfair się rozpadło.
Nie dlatego, że Adam ją zdradził, lecz dowiedział się prawdy z karteczki, która spadła pod łóżko cioci Lilian z jej dłoni gdy zmarła. Katherine spaliła ją, ale fragment „twój ojciec został zamordowany” Dylan wydobyła z popiołów.
Po krótkiej wizycie Tima Bremmera, Susan dowiedziała się nieco więcej z nocy przed wyjazdem sąsiadki 13 lat wcześniej.
Bal Fundatorów Fairview był jednocześnie kulminacją rywalizacji Bree z Katherine, ale też początkiem ich wspólnej współpracy oraz przyjaźni.
To doprowadziło jednak do odkrycia przez Wayne'a, że jego była żona jest w mieście z jego córką. Wayne wkroczył ponownie w ich życie, stając się jeszcze raz koszmarem Katherine. Dylan początkowo ucieszyła się z tego powodu, ale w końcu przejrzała na oczy, że on jest brutalny.
Katherine starała się jej przemówić do rozsądku, że zawsze taki był i w końcu wyznała prawdę dziewczynie. Ta uciekła z domu. W odpowiednim momencie, gdyż Wayne zaczął ścigać byłą żonę i po drodze porwał oraz pobił jej męża Adama, zabił Ellie Leonard oraz wciągnął w pułapkę Bree. Groźbą strzelenia Bree w kolano, wymusił na Katherine prawdę. Zamierzał je zabić, ale Adam uratował kobiety i znokautował Wayne'a. Ten zagroził, że zawsze będzie jej utrapieniem i ma przyjaciół na policji, którzy uznają ją za wariatkę. Katherine strzeliła mu w pierś po czym zmarł. Bree wybiegła do Lynette oraz Susan i Gabrielle. Pod jej wytycznymi, wszystkie trzy zeznały, że to była obrona konieczna.
Pete Romslo, przyjaciel Wayne'a, przyjął tę wersję i kazał rozkuć policjantom Katherine. Dylan pogodziła się z matką.
Pięcioletni przeskok
Katherine rozwiodła się z Adamem, a córka Dylan zaręczyła się z Bradleyem w Paryżu, po czym zamieszkała w stanie Maryland, gdzie urodziła ich dziecko. Rodzina Bree też się rozpadła, gdy Andrew już od dawna z nią nie mieszkał, Orson poszedł do więzienia za potrącenie Mike'a a Danielle odebrała jej wnuka, Benjamina, przez co sama wróciła do alkoholizmu. Dopiero Katherine, która tymczasowo wprowadziła się do Bree by wspomóc jej leczenie, stała się jej siłą napędową. Razem założyły także firmę kateringową, na potrzeby której przebudowano garaż Bree.

### Sezon 5
Katherine stała się też bardziej ciepła i przystępna emocjonalnie. Reszta gospodyń zaakceptowała ją w pełni. Zwłaszcza Bree, partner biznesowy. Katherine zaczęła być jednak zazdrosna o twarz sukcesu, swą pracodawczynię. Właśnie ona wydała książkę kucharską i użyła w niej kilka przepisów Katherine.
W życiu prywatnym nie układało się jednak pani Mayfair. W końcu zdesperowana, powiedziała Bree, że nie uprawiała seksu od dwóch lat i przenosi się do córki, do Marylandu. Bree umówiła ją z Peterem Hickey. Gdy dowiedziała się co zrobił, chciała wyjechać. Bree przekonała ją jednak by nie robiła tego, bo jest ona dla niej jak siostra.
W końcu zaczęła się spotykać z byłym mężem Susan, Michaelem "Mike" Delfino. Spotkało się to początkowo z oporem sąsiadki, ale w końcu zaakceptowała nową sytuację. Razem z hydraulikiem wyjaśnili też swojemu synowi Maynardowi James Delfino, że będzie lepiej dla niego, jeśli też tak zrobi, po tym jak upuścił kulę do kręgli na jej stopę.
Mayer zatrudniła się jako nauczycielka sztuki w szkole swego syna i dowiedziała się, że Mike wprowadzi się do Katherine. Do tego doszły niesnaski o obraz, który kiedyś Susan namalowała dla ówczesnego męża a Mayfair schowała, bo chciała zacząć z Mikiem wspólne życie jako czysta kartka.
Oboje z Dave'em Williamsem, mężem Edie, udali się na wyprawę do lasu, gdzie ktoś do nich strzelił. Musieli wrócić ze względu na telefon Edie do Dave'a. Po powrocie, tej samej nocy, druga pani Williams zmarła od porażenia prądem na Wisteria Lane.
Katherine odwiedziła w szpitalu Rose Kemper i zrobiła lasagne dla wdowca po Edie.
Sama dała MJ-owi lody w zamian za skierowanie zapytanie do ojca o ślub z nią. Zmusił się do tego, gdy usłyszał, że Susan wyjdzie za mąż za Jacksona. Pozwoliła jej myśleć, że Mike, mimo jej ślubu, będzie płacił alimenty. Nie mówiła Mike'owi o tym, że zaangażowanie Susan do Jacksona nie było prawdziwe. Obawiała się, że zostawi ją dla Susan.
Katherine i Mike właśnie mieli wyjechać do Las Vegas, wziąć ślub, ale Mike musiał ocalić Susan i syna przed Dave'em. Dwa miesiące później Mike brał ślub z niezidentyfikowaną kobietą.

### Sezon 6
Wybranką Mike'a okazała się Susan. Mike zerwał z Katherine na dwa miesiące przed ślubem a ta postanowiła utrudnić życie „nowej-starej pani Delfino”, to pożyczając suknie ślubną, zakłócając jej ślub czy otwarcie próbując uwieść Mike'a szampanem, czekoladkami i satynową koszulą nocną.
Powiedziała Orsonowi, że Mike nie kocha Susan i rozpowiadała podobne plotki sąsiadom. Bree i Katherine zorganizowały wesele pewnej parze, która wybrała tort zaprojektowany przez Katherine na jej własną ceremonię. Mimo usiłowań Bree, tort został zniszczony a Katherine zwolniona nazajutrz po incydencie. Katherine porysowała samochód swej sąsiadki, w podziękowaniu.
Susan przez przypadek nawet postrzeliła Katherine sądząc, że to ten sam osobnik, który wcześniej próbował udusić jej córkę w dniu jej wesela z Mikiem. Angie Bolen ukryła cała sprawę, gdyż jej rewolwer został użyty przy postrzale. Utwierdziła Katherine, że nie dzwoniąc na policję zrobi z siebie anioła a z Susan potwora. Dodała też, że Mike wciąż szaleje za Katherine.
W końcu Denise Lapera (Kathy Najimy) posłana przez Susan do Katherine, podejrzanej o duszenie Julie, aresztowała żonę Mike'a i sąd (Gina Hecht) posłał ją na sprzątanie dróg. Katherine zatriumfowała nad rywalką, ale za gest wyrzucenia śmieci pod jej stopy sama została ukarana sprzątaniem ulic. Załamana psychicznie, powiedziała, że kochała Mike'a i straciła go. Brakowało jej teraz tej chemii i kochania się 5 razy dziennie. Susan próbowała też dobić do tego rekordu, ale Mike powiedział jej, że robił to tylko dlatego, że nie miał o czym rozmawiać z nią.
Gdy Mike usłyszał od M.J., że Katherine nazwała przy nim jego matkę okropną osobą, zareagował. Stanowczo oznajmił jej by nie zbliżała się do jego syna oraz nic między nimi nie było. Zdruzgotana, zadzwoniła po karetkę, mówiąc, że traci dużo krwi. Wzięła nóż i dźgnęła się w brzuch. Oskarżyła o to Mike'a, który trafił do więzienia.
Dopiero przyjazd Dylan doprowadził do jego uwolnienia, gdyż kłamstwa Katherine ujrzały światło dzienne. Dwa tygodnie terapii dały efekty. Katherine zwierzyła się swemu psychoterapeucie (Richard Gilliland), że Mike był jej wyrwaniem się z samotności. Karen McCluskey odwiedziła ją i sprowadziła do niej Lynette, Gabrielle, Bree i samą Susan, która to objęła ją, wybaczając krzywdy.
Z problemem pomogła jej się uporać nowa współlokatorka jej domu, Robin Gallagher. Nawiązały najpierw przyjaźń a potem Katherine spróbowała związku lesbijskiego z kobietą. Po tym jak przez przypadek wykrzyczała na przyjęciu u Karen McCkluskey z powodu pokonania raka, że z nią sypia, obie przeniosły się do Paryża.

### Sezon 8
Ponad dwa lata po tym jak Katherine opuściła Wisteria Lane, wróciła na nią w bardzo konkretnej sprawie. Zerwała z Robin trzy miesiące po przyjeździe do Paryża. Teraz potrzebowała Lynette do amerykańskiej filii swej firmy spożywczej produkującej croassanty. Lynette właśnie pogodziła się z Tomem i miała opory przed przyjęciem oferty, ale spotkanie z Natalie Klein i zgoda Toma zdecydowały o akceptacji. Scavo przenieśli się trzy tygodnie później do Nowego Jorku by tam mogła podjąć pracę.

## Ciekawostki
- Marc Cherry powiedział, że pierwotnie to Mike i Katherine mieli się pobrać a Susan będzie mieć załamanie nerwowe, jednakże fani produkcji zdecydowali, że lepiej będzie jak ponownie ożeni się z byłą żoną[16].
- Cherry dodał także, że Katherine będzie miała załamanie nerwowe w sezonie szóstym, uściślając: Będzie to najzabawniejsze załamanie, jakie kiedykolwiek widzieliście[potrzebny przypis].
- Susan i Mary Alice znały Katherine przez rok, w latach 1994–1995, kiedy żyła na Wisteria Lane i zanim uciekła. Jednakże Bree też żyła na tej samej ulicy od 1994 roku. Wygląda jednak na to, że znały się dopiero od powrotu Katherine.
- Betty Applewhite, Katherine Mayfair i Renee Perry to jedyne damskie i główne postacie, których panieńskiego nazwiska nigdy nie podano.
- Dana Delany oryginalnie została zakontraktowana tylko na trzy sezony, od czwartego do szóstego[potrzebny przypis].
- Katherine prawdopodobnie miała słabość do projektanta Gustava Stickleya[potrzebny przypis], ponieważ całe wnętrze swojego domu urządziła w jego stylu .
- Zarówno postać Betty jak i Katherine pochodziły z Chicago. Jest to czysty przypadek ponieważ podczas kręcenia zdjęć scenarzyści mieli przygotowaną nazwę innego miasta. Niestety okazało się, że mieszkała już w nim pewna kobieta o imieniu "Katherine Mayfair", dlatego Marc Cherry rzucił nazwę Chicago. Dopiero kilka dni później zorientowano się, że z tego miasta pochodziła także Betty[17].
- Postać ponownie zwróciła uwagę mediów[potrzebny przypis] kiedy wplątała się w pierwszy serialowy związek lesbijski, w sezonie szóstym.
- Mayfair nie przepada za dżemami[8].
- Katherine ma wiele wspólnego z Bree:
  - obie były dwukrotnie zamężne,
  - ich pierwsi mężowie nie żyją, a z drugimi się rozwiodły,
  - są rude,
  - przeżyły romantyczny związek i były nawet zaręczone z jednym z byłych mężów Susan,
  - były pacjentkami szpitali psychiatrycznych,
  - i mają też córki,
  - które zaszły w ciążę rodząc im zdrowe wnuki.
- Katherine, ze względu na swoją datę urodzenia[7], jest astrologiczną panną.
- Beza cytrynowa jest ciastem, jakie Katherine potrafiła upiec lepiej od Bree[6].

## Powiązane z postacią

### Adam Mayfair
Dr Adam Mayfair (Nathan Fillion) to drugi były mąż Katherine. Ginekolog, który ukończył studia medyczne na Harvard University w roku 1997. Wiele lat później pojął za żonę Katherine Davis, która powiedziała mu tylko część swojego sekretu. To Wayne, przed którym uciekła, miał zabić jej pierwszą córkę, Dylan, dlatego potrzebowała jego pomocy i ochrony. Osiedli w Chicago, z którego później musieli uciec z powodu Sylvii Greene, z którą to Adam miał romans. Mężczyzna miał tatuaż na barku, który Sylvia widziała, ale usunął go przed wyjazdem.
Sezon 4
Adam sprowadził się z Katherine i Dylan do Fairview, 4356 Wisteria Lane. Zbadał Susan Delfino i po krótkim czasie ogłosił jej, że jest w ciąży z Mikiem. Sam temperował to ostre zachowanie wobec Dylan, gdy pytała o ojca, ale też był pod obserwacją żony, gdy biegaczka (Kristi Clainos) albo Gabrielle z nim flirtowała. Był zaskoczony, gdy Katherine zasugerowała, że ojciec Dylan zrobił "najgorszą rzecz jaką ojciec może wyrządzić córce". Gdy Kath wygrała prezesurę w "związku właścicieli" Wisteria Lane, przypomniał jej by nie zrażała do siebie potencjalnych przyjaciół. Adam został zabrany z przyjęcia Halloween przez Bree. Ginekolog odebrał poród zdrowego chłopczyka od Danielle Van De Kamp na stole, w kuchni jej rodzinnego domu. Wiedział od dawna, że Bree udawała swoją ciążę. Rozpad związku Katherine i Adama jest już związany z przybyciem na Wisteria Lane Sylvii Greene, którą zabiło tornado. Katherine wyrzuciła męża z domu. Pakując swoje rzeczy, odkrył karteczkę od zmarłej Lilian Simms pod jej łóżkiem, na której był napisany cały sekret Katherine. Zapewnił jednak Dylan, że Dylan, że jej matka nie zabiła jej ojca. Wayne pojawił się w życiu Dylan, dlatego też Adam powrócił do życia Katherine. Adam nigdy nie widział zdjęcia Davisa, dlatego nie rozpoznał go, gdy został przez niego porwany i zamknięty w porcie. Był torturowany tak mocno, że udał w końcu trupa, by przeżyć. Wayne opuścił "zmarłego" by zabić Katherine. Adam wyruszył za nim. Panowie wdali się w bójkę i Wayne został obezwładniony. Bree zabrała go do kuchni i zaczęła opatrywać rany, gdy Katherine zastrzeliła swego pierwszego męża. Para się rozwiodła, a Adam wyjechał z Fairview.

### Dylan Davis
Dylan Davis (Hailee Denham) to nieżyjąca córka Katherine i Wayne'a, urodzona w 1990 roku. Spadła z roweru i lekarze założyli jej 11 szwów. Jako czterolatkę, matka zabrała ją od męża i razem zamieszkały na Wisteria Lane. Tam, jedną z opiekunek dziewczynki była Karen McCluskey oraz Mary Alice Young. Zaprzyjaźniła się z rówieśniczką, Julie Mayer. Rok później Wayne znalazł córkę z matką. Katherine nie dopuściła Wayne'a do córki i położyła lalkę od niego na szczycie ciężkiej dębowej szafy. Dylan wspięła się na szafę po zabawkę, ale ta przechyliła się i zmiażdżyła dziewczynkę, którą matka i ciotka Lilian Simms pochowały w lesie. Dziewczynka została zastąpiona przez rumuńską 5-letnią sierotę, także nazwaną Dylan.

### Dylan Mayfair
Dylan Mayfair (Lyndsy Fonseca) to adoptowana córka Katherine i Rumunka z pochodzenia. Znaleziona przez Katherine Mayfair w rumuńskim sierocińcu w wieku 5 lat, w 1995 roku i przez nią zaadoptowana. Jej ojca zamordowano, a matka zmarła podczas porodu.
Sezon 4
Dwanaście lat później Dylan, jej matka Katherine i ojczym Adam wyprowadzili się z Chicago do 4356 Wisteria Lane. Jej matka mieszkała tu przez rok, w latach 1994–95. Katherine wmawiała jej, że przyjaźniła się z Julie Mayer. Córka Susan po rozmowie z Dylan wiedziała, że to nie jest ta sama dziewczyna. Postanowiła jednak kontynuować z nią przyjaźń i wspomóc jej dążenie do poznania swojej przeszłości. Katherine za każdym razem sabotowała tę drogę, dementując to informacje od Karen McCluskey czy Lilian Simms. Podczas tornada, Dylan i Julie był na wycieczce klasowej. Po wyprowadzeniu się Adama z domu, gdyż odkryła, że rzeczywiście miał romans z Sylvią, powiedział tylko Dylan, że matka nie zabiła jej ojca. Wayne Davis znalazł Dylan dzięki zdjęciu z „Balu Fundatorów Fairview”. W końcu ujawnił się dziewczynie jako jej ojciec. Spotkała się z nim w restauracji i zgodziła się, że nie powie nic matce o tym. Wieczorem Wayne upewnił się, gdzie mieszka Katherine. Kobieta wiedziała o tym, dlatego spokojnie przyjęła przedstawienie jej Wayne'a przez Dylan. Katherine, w tajemnicy przed Dylan odkryła kim jest tajemniczy "chłopak" córki. Dlatego Dylan mogła spokojnie przedstawić ojca matce. Początkowo chciała uciec, ale Dylan oponowała. Katherine wyjawiła mężczyźnie, że ta Dylan nie jest jego córką. Wayne zrobił testy na ojcostwo na podstawie gumy jaką żuła Dylan i nie znalazł 11 szwów po tym jak spadła z rowerka. Dylan zadzwoniła do Adama z nowiną, że Wayne wrócił. Ten jednak porwał drugiego męża Katherine. Kobieta zgłosiła porwanie na policję. Nikt jej nie uwierzył i w domu zaczęła się szybko pakować. Dylan zagroziła, że zostanie dopóki nie wyjaśni jej o co chodzi i Katherine powiedziała jej prawdę. Po tym jak Wayne zmarł, Dylan wróciła do matki. Wydusiła z siebie tylko wielkie "przepraszam". Pięć lat później, zadzwoniła do matki, że jej chłopak, Bradley, oświadczył się jej pod wieżą Eiffla w Paryżu, a ona wyraziła zgodę na ślub.
Sezon 5
Jej matka wzmiankowała Bree, że Dylan zamieszkała wraz z mężem i dzieckiem w Baltimore, Maryland. Bradley zaczął częściej wyjeżdzać służbowo i Dylan namawiała ją do przeprowadzenia się by jej pomóc.
Sezon 6
Katherine utrzymywała żywe kontakty z córką. Z powodu strachu przed samotnością, nakłamała jej, że wyszła za mąż za Mike'a Delfino, a szczęście próbuje zmącić Susan Mayer. Matka Julie miała nawet ugodzić Katherine w brzuch. Susan udała lekarkę z silnym brytyjskim akcentem w rozmowie telefonicznej. Tym sposobem ściągnęła Dylan z Baltimore na Wisteria Lane i przekazała jej prawdę. W szpitalu, Dylan przyszła do Katherine z planem pomocy dla niej.

### Lilian Simms
Lilian Simms (Ellen Geer) to nieżyjąca siostra matki Katherine. Miała syna (Edward Stanley), natomiast jej mąż zmarł przed 1994 rokiem. Była właścicielką domu przy 4356 Wisteria Lane. W 1994 roku udzieliła ona schronienia swej siostrzenicy, która uciekła z 4 − letnią córką od Wayne'a Davisa. Ten nie spoczął na laurach i rok później je znalazł. Został wyproszony z domu, gdy była żona uderzyła go świecznikiem w głowę. Tej samej nocy Dylan zginęła. Katherine była zrozpaczona, dlatego ciotka Lilian pochowała jej zwłoki za domem. Siostrzenica Lilian uciekła z Wisteria Lane do Chicago, po drodze odwiedzając rumuński Dom Dziecka,  gdzie zaadoptowała córkę.
Sezon 1
Dziewięć lat później Lilian Simms wynajęła swój dom Mike'owi Delfino, tuż po śmierci Mary Alice.
Sezon 3
Sama przeniosła się do domu opieki, by żyć tam za pieniądze z dzierżawy. Mike wynajmował dom trzy lata. Edie, po tym jak Mike się zaręczył z Susan i miał przeprowadzić się do jej domu, przyszła do Lilian i przekonała ją, by nie przepisywała wynajmu Carlosowi. Nakłamała jej, że Latynos brał narkotyki i Lilian wypowiedziała mu umowę poprzez swego syna.
Sezon 4
Lilian wróciła do domu pod opiekę Katherine Mayfair, która to niedawno ponownie pojawiła się na uliczce. Lilian chciała by razem Katherine wyznały prawdę Dylan, ale Katherine odmówiła, dlatego próbowała przekazać informacje bezpośrednio do Dylan. Lilian starała się wytłumaczyć jej co się stało w tym pokoju oraz dlaczego nie pamięta swego pierwszego pobytu na Wisteria Lane. Katherine weszła jednak do pokoju, zanim padły jakiekolwiek konkretne informacje. Odesłała córkę i zabrała dzwonek. Lilian napisała wszystko co wie na kartce po czym zmarła, Kartka wpadła pod łóżko i sanitariusze wynieśli ciało staruszki. Gdy rozpadło się małżeństwo Adama i Katherine, ojczym Dylan przez przypadek odkrył istnienie i dowiedział się prawdy.
Sezon 8
Postać pojawiła się milcząco jeszcze raz na Wisteria Lane, ubrana w biel. Była jednym z duchów obserwujących Susan Delfino, gdy opuszczała Wisteria Lane wraz z dziećmi i wnuczką, by rozpocząć nowy rozdział w życiu poza uliczką.

### Peter Hickey
Peter Hickey (Bruce Thomas) to były kochanek Katherine na jedną noc.
Sezon 5
Był przyjacielem Orsona Hodge z więzienia. Został skazany za handel organami ludzkimi. Katherine czuła się niepotrzebna w Fairview i chciała się przenieść do Baltimore, gdzie mieszkała jej córka. Bree zaaranżowała spotkanie tych dwóch, a Katherine zgodziła się gdy zobaczyła jego twarz z nagrania na telefonie komórkowym Bree. Wieczorem Orson wyjawił jej prawdę, a Bree Katherine. Mayfair zaczęła rozpaczać, ale Bree namówiła ją żeby się nie przeprowadzała.

### Robin Gallagher
Robin Gallagher (Julie Benz) to była dziewczyna Katherine i była striptizerka w klubie „podwójne D” ze striptizem, który Susan odziedziczyła po śmierci Karla. Studiowała pedagogikę przez kilka semestrów. Jej rodzina miała problemy finansowe i od 2006 roku musiała pracować jako striptizerka.
Sezon 6
Susan namówiła Robin do porzucenia striptizu i zatrudniła ją w szkole jako swoją asystentkę. Stamtąd została wyrzucona, gdyż jeden z rodziców rozpoznał ją. Zamieszkała z nimi, ale Robin dostrzegła brak pewności siebie i niepewność w jej zachowaniu. Chciała zachować przyjaźń z Susan, dlatego przeprowadziła się do Katherine. Każda z sąsiadek oceniała Robin źle i były zazdrosne jak ich partnerzy, mężowie czy dzieci na nią patrzą. Gdy Robin pomogła im rozwiązać lub uzmysłowić sobie rozwiązanie swoich problemów, zmieniły do niej nastawienie na pozytywne. Dostrzegli jej moralność, lojalność, przenikliwą naturę, wielkoduszność. Niektórzy nawet zauważyli jej niesamowite piękno i byli zdziwieni tym, że podoba im się to co zobaczyli. Robin i Katherine szybko stały się przyjaciółkami. Gallagher otworzyła się nawet przed współlokatorką i przyznała, że jest lesbijką. Pocałowała ją, co zmieszało Katherine. W końcu obie przespały się ze sobą, ale Katherine nie mogła zdefiniować co ich łączy czy okazać czułości przed sąsiadami co doprowadzało do frustracji Robin. Była striptizerka obawiała się, że Katherine wyrzuci ją z domu, ale zamiast tego postanowiły razem wyjechać do Paryża.
Sezon 8
Dwa lata później Katherine wyjawiła swym byłym sąsiadkom z Wisteria Lane, że trzy miesiące po przyjeździe do Paryża, Robin i ona zerwały ze sobą.

### Sylvia Greene
Sylvia Greene (Melora Walters) to była kochanka Adama Mayfaira. Mieli ze sobą romans, ale gdy Adam próbował zerwać z nią, wszczęła proces sądowy. Sprawa została rozwiązana poza sądem, a Adam pozwolił żonie uwierzyć, że pacjentka jest nimfomanką. Zagrożenie skandalem, zmusiło ich do sprzedania wszystkiego w Chicago i przyjazdu do Fairview.
Sezon 4
Sylvia pojawiła się na Wisteria Lane, tuż przed tornadem. Bree Hodge zaprosiła ją do siebie i tak dowiedziała się o zdradzie Adama. Bree jej nie uwierzyła, zamknęła się na klucz w łazience Bree na parterze. Na żądanie Sylvii, przyprowadziła Adama, a wraz z nim Katherine. Adam przekonywał ją do wyjścia, ale Orson zapędził wszystkich do schowka na miotły. Sylvia wyszła z ukrycia i chciała by Adam odszedł z nią, ale tornado porwało ją przez otwarte drzwi domu. Jej zwłoki znalazła Kayla Scavo. W prosektorium Adam dokonał identyfikacji ciała, a Katherine powiedziała mu − nad jej zwłokami − by wyniósł się z jej domu.

### Tim Bremmer
Timmy „Tim” Bremmer (Chris Carmack) to kuzyn Susan, ur. w 1979 roku. Mając 16 lat, w 1995 roku przespał się z Katherine Davis. Gdy chciał się z nią pożegnać, zobaczył przez okno salonu kobiety jej kłótnię z mężczyzną. Tim następnego ranka wyjechał.
Sezon 5
Dwanaście lat później przyjechał ponownie do swej kuzynki, Susan, by pomóc jej w podatkach, podczas nieobecności Mike'a. Katherine mieszkała ponownie od ok. pół roku na Wisteria Lane. Oboje zdecydowali się powtórzyć wspólną przygodę w domu Susan i zostali przez nią nakryci. Susan sądziła, że uwiódł Dylan Mayfair i była oburzona oraz zszokowana. Wieczorem Tim zdradził jej co widział przez okno Katherine 12 lat wcześniej. Jak ona zaatakowała mężczyznę świecznikiem i po jego powaleniu, patrzyła na to z dzikim błyskiem w oczach.

### Wayne Davis
Wayne Davis (Gary Cole) to pierwszy były mąż Katherine oraz ojciec Dylan Davis. W 1990 roku Katherine urodziła jemu córkę Dylan. Wayne z czasem stał się alkoholikiem bijącym żonę. Na przemienne siniaki i przeprosiny ze strony sadystycznego męża przebrały miarkę. Opiekując się córką, nagrał jak spadła z roweru i lekarze założyli jej 11 szwów. Za radą pewnej policjantki (Josie DiVincenzo), Katherine uciekła w 1994 roku od małżonka do swej ciotki, Lilian Simms, do Fairview, pod adres 4356 Wisteria Lane. Porzucony mąż znalazł je rok później. Przyszedł pewnej nocy dał córce lalkę, gdy opiekowała się nią Mary Alice Young. Potem ponownie zawitał w domu Lilian. Wywiązała się kłótnia z Katherine. Wayne chciał kontaktu z córką i robił to tak natarczywie, że jego była żona pożegnała się z nim, uderzając go w głowę świecznikiem. Wychodząc, powiedział, że wróci po nią, ale Katherine ostrzegła go, że nie dopuści do tego, po czym nazajutrz uciekła z uliczki.
Sezon 4
Wayne spędził dwanaście lat na tropieniu Katherine. W końcu zdjęcie z „Balu Fundatorów” powiedziało mu, że była żona wróciła na Wisteria Lane. Wayne zatrzymał ją by sprawdzić jej dane i w końcu ujawnił się dziewczynie jako jej ojciec. Spotkała się z nim w restauracji i zgodziła się, że nie powie nic matce o tym. Wieczorem Wayne upewnił się, gdzie mieszka Katherine. Kobieta odkryła kim jest tajemniczy „chłopak” córki. Dlatego Dylan mogła spokojnie przedstawić ojca matce. Wayne usłyszał od Katherine, że zdradzała go podczas ich małżeństwa oraz że Dylan nie jest jego córką. Policjant przejrzał stare nagrania i odkrył, że Dylan nie ma szwów ze starego wypadku. Zrobił także test na pokrewieństwo z gumy jaką żuła Dylan, który wyszedł negatywnie. Adam nigdy nie widział zdjęcia Davisa, dlatego nie rozpoznał go, gdy został przez niego zaczepiony na parkingu, porwany i zamknięty w porcie. Był torturowany tak mocno, że udał trupa, by przeżyć. Wayne opuścił go by zabić Katherine. Zabarykadował się w jej domu i zastrzelił Ellie Leonard. Następnie wziął Bree Hodge na zakładnika. Gdy chciał strzelić w jej kolano, Katherine ugięła się i wyjawiła mu całą prawdę o śmierci pierwszej Dylan. Tymczasem Adam wyruszył za nim. Panowie wdali się w bójkę na schodach w domu i Wayne został obezwładniony. Bree zabrała go do kuchni i zaczęła opatrywać rany, gdy Katherine zastrzeliła swego pierwszego męża, który obiecał jej, że dopóki żyje, będzie jej koszmarem, gdyż ma znajomych w policji. Bree, Lynette i Gabrielle z Susan zeznały solidarnie, że była to obrona własna i Katherine nie postawiono zarzutów.